# Embaixada do Brasil em Manágua
A Embaixada do Brasil em Manágua é a missão diplomática brasileira da Nicarágua. A missão diplomática se encontra no endereço, km 7 3/4 de La Carretera Interamericana Sur Quinta "Los Pinos", Manágua, Nicarágua.